# 銀杏返し

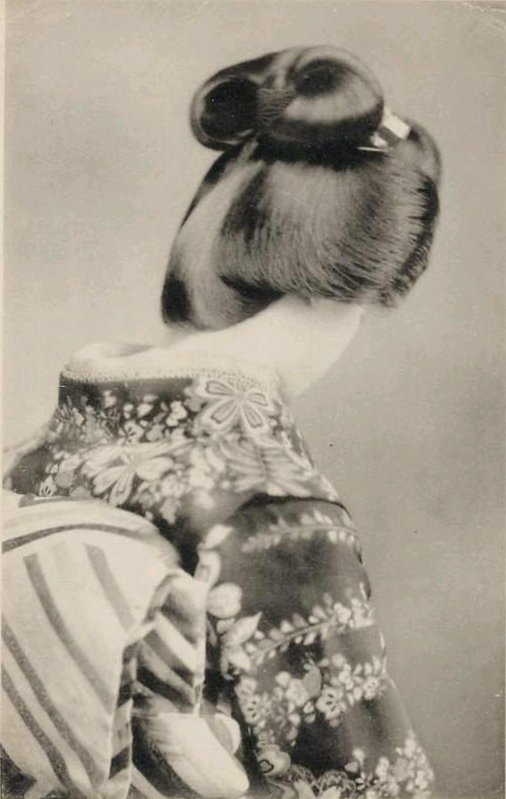
銀杏返し

銀杏返し（いちょうがえし）は、幕末ごろ10代前半から20歳未満ぐらいの少女に結われた髷で、芸者や娘義太夫にも結われるようになり、明治以降は30代以上の女性にも結われるようになった
。京都では蝶々髷と呼ぶ。
銀杏髷を分けて折り返し、輪を2つ作ったことに由来する。
布天神、切り天神、桃割れや唐人髷、楽屋銀杏も銀杏返しの一種。

## 特徴
髪を一つに括った根元から二つに分けてそれぞれ輪にして∞型にし、余った毛先を根元に巻き収めて「根掛け」（髷の根に巻く髪飾り）を掛けて髷の根元に根挿しの簪を挿す。
芸者など粋筋の女性は髷の後ろを下がり気味に、一方堅気の若妻などは上がり気味に結い、若い娘（特に娘義太夫の芸人はかなり大きい）は髷の輪を大きく、年をとると小さく結う。
髷の中に鹿の子を巻き込んだものが「唐人髷」、さらに髷の上部をくっつけたものが「桃割れ」になり、布を髷の上下に縦に掛けて根元で水引などでとめるのを「布天神」、この髷の片方の輪を略して付け毛をつけて切ってしまったように見せかけるのが「切り天神」と呼ばれる（前の2つは少女、あとの2つは粋筋に結われた）。
さらにこの銀杏返しを丸髷と組み合わせたものが、三輪髷、さらに丸髷よりの長船（前のは妾、後のは武家の側室に結われた）がある。
また、貝髷と合成したものは貝蝶々(天神髷)と呼ばれる。